# Port méthanier

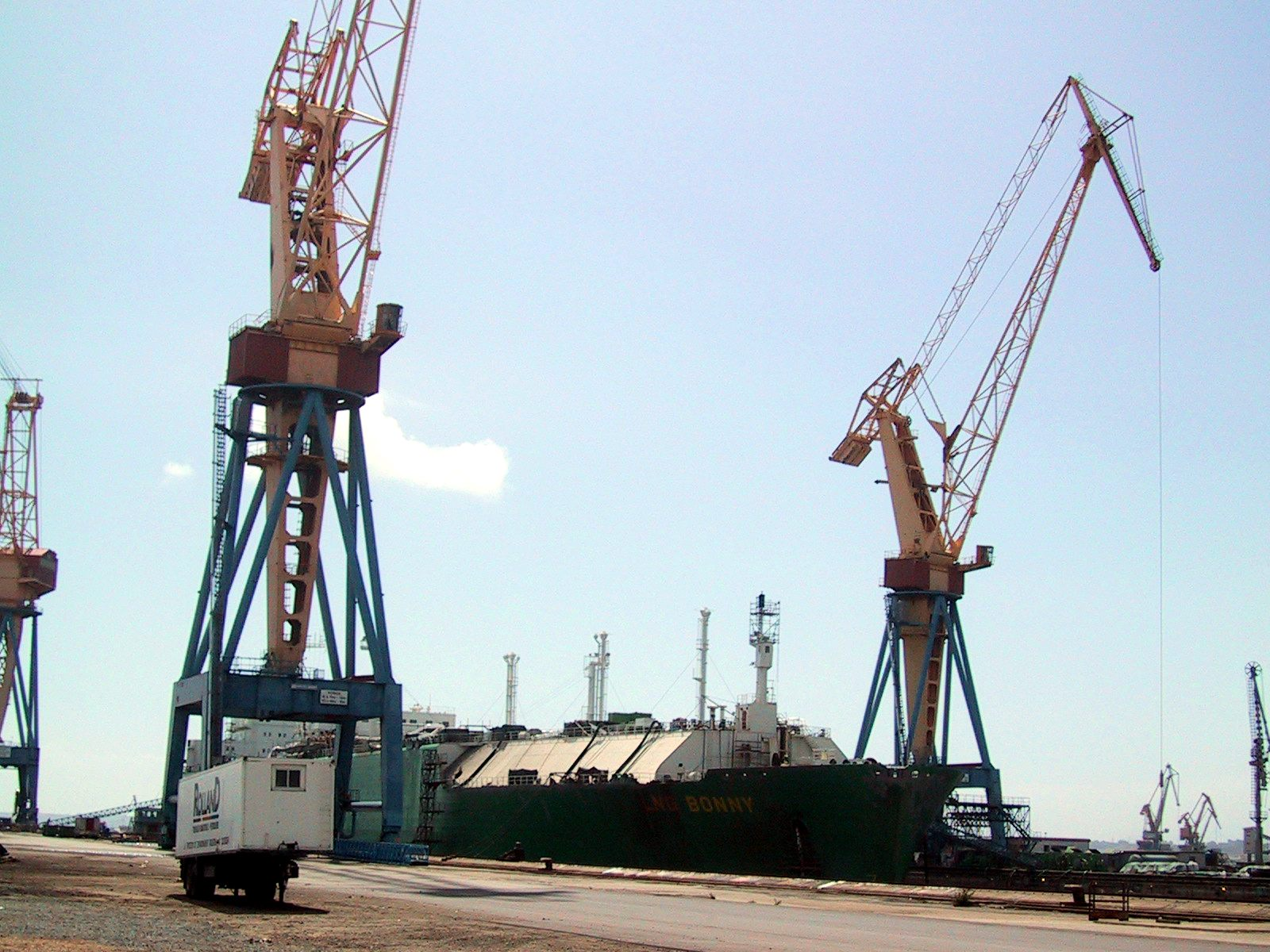
Le méthanier LNG Bonny en escale à Brest

Un port méthanier ou terminal méthanier est une unité portuaire spécialisée, ou un port destiné à l'accueil des méthaniers, également dits « LNG tankers » (Liquefied natural gas).
Ces ports accueillent aujourd'hui environ 150 méthaniers, dont les plus grands (fin 2008) ont une capacité de plus de 260 000 m3. Ces ports sont généralement connectés à un ou plusieurs gazoducs de grande taille, ou équipés en systèmes de traitement et transport du gaz naturel, avec notamment des réservoirs de stockage temporaire, ainsi que des unités de regazéification (par réchauffage du gaz qui peut alors être injecté dans les canalisations des réseaux de transport puis de distribution).
Le GNL ou gaz naturel liquéfié occupe 600 fois moins de place que celui qui est injecté, à l'état gazeux, dans les réseaux de transport de gaz naturel.

## Volumes traités
En 2019, selon BP, 485 Gm3 (milliards de mètres cubes) de gaz naturel ont été transportés sous forme de GNL (soit 354 Mt). Cette quantité a bondi de 12,7 % en 2019, après une croissance de 10 % en 2018, et doublé depuis 2009. Le commerce du GNL représente donc en 2019 environ 12,3 % de la production mondiale de gaz naturel et 39 % du commerce international du gaz naturel, les 61 % restants étant transporté par des gazoducs internationaux.
En 2007, environ 10 % du volume de gaz transporté dans le monde l'a été via ces ports. À titre d'exemple, rien qu'en France, 98 % environ du gaz consommé en 2006 a été importé, dont 30 % environ via des terminaux méthaniers (160 TWh selon le site de Gaz de France, DGI). La capacité française d’importation totale est d’environ 70 Gm3/an. Ils reçoivent jusqu'à plus de 100 bateaux par an. En 2005, le terminal méthanier de Fos-Tonkin situé à Fos-sur-mer a reçu 167 méthaniers qui ont déchargé 58 TWh de gaz et le terminal méthanier de Montoir-de-Bretagne a reçu 101 navires ayant déchargé 85 TWh de gaz.

## Répartition géographique

Les terminaux GNL.

Aujourd'hui ces ports concernent essentiellement l'Indonésie, le Japon, le Moyen-Orient, l'Europe, les États-Unis et le Nigeria et de l'Algérie.
53 terminaux méthaniers sont en 2008 actifs dans le monde, dont 1 en Belgique (Port de Zeebrugge) 3 en France (Montoir-de-Bretagne et 2 à Fos-sur-Mer, avec 4 projets de port méthanier en cours d'étude ou de construction dans ce pays, à Dunkerque au Havre et deux à Bordeaux). En 2023, un terminal méthanier flottant démarre son exploitation au Havre.
Ces ports jouxtent souvent des zones spécialisées dans l'énergie (pétrole, charbon, centrales électriques..).

## Gestion du risque
Ces ports sont classés en Europe Seveso seuil haut, car le gaz (transporté sous pression et/ou sous forme réfrigéré à −160 °C environ) est une matière dangereuse (explosive et puissant gaz à effet de serre) ce qui implique des installations adaptées, sécurisées et de haute qualité.
Les concepteurs de ces ports doivent maintenant porter une attention particulière outre au risque de tsunami, au risque terroriste et aux effets directs et indirects, des modifications climatiques, dont la montée possible des océans et des tempêtes plus dures et/ou plus fréquentes.
Dans de nombreux pays, dès qu'un méthanier s'est engagé dans un chenal, l'accès au chenal est interdit à tout autre navire (dans le cas où les bateaux se croiseraient). Un bateau peut suivre un méthanier mais en aucun cas le croiser.

## Terminaux méthaniers flottants
Les terminaux flottants, apparus au début du XXIe siècle, étaient jusqu'à 2021 surtout utilisés dans les pays émergents qui n'ont pas ou que peu d'infrastructures gazières, ou encore pour satisfaire des besoins saisonniers comme en Amérique latine. À la suite de l'invasion de l'Ukraine par la Russie en 2022, de nombreux pays européens cherchent à se procurer des terminaux flottants afin de réduire leur dépendance au gaz russe.

## Constructions
La construction de ces ports spécialisés nécessite dans la plupart des pays une étude d'impact, une enquête publique et le cas échéant des mesures compensatoires et/ou conservatoires.

### Projets français
L'AIE estime que l'Europe pourrait recevoir 140 Gm3/an de gaz en 2013. En France où le potentiel de regazéification devrait atteindre 74 Gm3 au maximum en 2014 (30 % des besoins européens estimés pour 2020). Tout nouveau projet, après décision d'un port autonome, doit faire l'objet d'études (dont étude d'impact), d'un débat public, de demandes d'autorisation, et il faut environ 4 ans entre le début des travaux et la mise en service. La totalité de la démarche dure environ 6 ans.
Début 2008, 4 projets nouveaux étaient en cours en France :

#### Le terminal méthanier de Dunkerque
Deuxième chantier industriel de France pendant sa construction, Dunkerque LNG (filiale d'EDF à 65%) est désormais propriétaire et exploitant du Terminal méthanier de Loon-Plage.
Il comprend ;
- Deux postes de réception, trois réservoirs de stockage (avec une capacité de 190 000 m3 chacun[6]),
- une unité de regazéification (avec dans un esprit d'écologie industrielle prise d'eau issue du déversoir de la centrale nucléaire de Gravelines pour réchauffer le gaz liquéfié) ;
- pour une capacité de 200 méthaniers/an, de capacité allant jusque 266 000 m3 (6 à 10 Gm3/an de capacité, pouvant ensuite être portée à 12 ou 16 Gm3, soit plus de 10 % de la consommation française de gaz),

Coût : 1,3 Mrd € avancés par EDF, ou investis par le Grand Port Maritime de Dunkerque / PAD (Port autonome de Dunkerque, pour 50 à 70 M€ selon les premières estimations) ou 50 à 60 millions pour des estimations de 2011;
- La mise en service, initialement espérée en 2012, est réalisée le 1er janvier 2017[8].

Une étude des impacts sur l'environnement, obligatoire devait accompagner l'enquête publique et porter sur deux sites potentiels, sur l'avant port ouest de Dunkerque (déjà 1re plate-forme énergétique d'Europe) ;
- Un site plus à l'Ouest, dit « Les Huttes », présentant « des spécificités écologiques » selon les promoteurs du projet mais non classé ZNIEFF,
- le site de la « Dune du Clipon », préféré par le promoteur, mais d'une grande sensibilité environnementale ; c'est un site connu de nombreux ornithologues de l'Ouest de l'Europe, d'où l'on peut observer les migrations bisannuelles de millions d'oiseaux migrateurs. Il a été classé ZNIEFF en raison de nombreuses espèces protégées et menacées qu'il accueille. EDF a annoncé en 2011 que le projet serait probablement confiée à  Jean Casier (ancien directeur de la centrale nucléaire de Gravelines)[6], avec Total comme partenaire financier (à hauteur de 10 % probablement dans le capital de Dunkerque-LNG, filiale d'EDF portant le projet)[6]. Trois ans de travaux sont prévus pour que quatre millions de tonnes et environ 80 méthaniers (soit 8 % du trafic annuel du port) puissent décharger leur méthane chaque année. Ce sera le 14e site Seveso du port. De là, le gaz pourra être livré en Allemagne, Angleterre et au Benelux[6], en contribuant in fine aux émissions de gaz à effet de serre.

À la suite de sa visite à la centrale nucléaire de Gravelines, le 3 mai 2011, le président Nicolas Sarkozy annonça que le terminal méthanier serait finalement construit sur le site du Clipon.
Sur la base de l'enquête publique, les commissaires ont rendu un avis favorable, néanmoins assorti de quatre réserves et d'une triple recommandation.
Alors que la mise en service était prévue en 2014, en juin 2010, le dimensionnement du projet était encore incertain (10 ou 13 Gm3), et EDF a annoncé le report sine die de la décision finale d'investissement du terminal GNL, en précisant qu'il ne s'agit cependant pas d'une annulation. De plus, avec l'annonce d'une suppression de la taxe professionnelle a fait perdre au projet le soutien de grands élus locaux, dont celui du maire de Dunkerque et président de la CUD. Le collectif "Sauvons le clipon" réunissant des associations, partis politiques, etc. "très inquiets sur des aspects du projet, notamment en matière de protection de l'environnement naturel et social, et sur les risques technologiques que ce 14ème site Seveso pour le Dunkerquois, amènera" s'est créé pour contrer ce projet.

#### Le projet d'Antifer
Il est soutenu par Gaz de Normandie, propriété à 34 % de Poweo (et de E.ON Ruhr Gaz à 24,5 % et de Verbund à 17 % et de la CIM pour 17 %).
- Débat public : réalisé en 2007
- Capacité prévue : 9 Gm3/an, mise en service souhaitée en 2012.

Le projet est finalement abandonné en 2011.

#### Projets du Verdon
Ce projet est porté par le groupe néerlandais 4Gas. Ce groupe a été fondé en 2005 par les actionnaires (Carlyle et Riverstone, spécialistes des fonds d'investissements privés) de Petroplus. Ce projet rencontre une très forte opposition de la part de la population mais aussi de très nombreux élus puisque les collectivités territoriales locales se sont prononcées contre. Dangerosité, risques multiples, forts impacts environnementaux, risques pour l'économie régionale et absence d'intérêt national : voici quelques-unes des raisons avancées par les opposants. Ceux-ci sont d'ailleurs regroupés dans l'une des plus grosses associations locales, l'association Une pointe pour tous, qui, avec ses 5 000 adhérents, témoigne de l'opposition rencontrée.
Une partie de la population est favorable à l'implantation du terminal méthanier et une association existe sous le nom d'« Union pour le Développement du Verdon » qui compte bien défendre ce projet et d'autres qu'ils jugeront indispensables.
- Débat public : réalisé en 2007
- Capacité prévue : 6 à 9 Gm3/an, mise en service souhaitée en 2013

Le projet est abandonné en 2010.

#### Projet "FosFaster" (à Fos-sur-mer)
Il est porté par la multinationale Shell.
- Capacité prévue : 8 Gm3/an, mise en service souhaitée en 2015

Le projet est abandonné en 2014.

#### Projet "Cap Tonkin" (à Fos-sur-mer)
Il s'agit d'un projet d'extension de l'actuel terminal méthanier "Fos Tonkin" détenu par Elengy. Le débat public a eu lieu en 2010. La dernière réunion s'est déroulée le 14 décembre 2010.
Elengy annonce l'abandon du projet en 2015.

## Perspectives
Le gaz naturel est une source d'énergie pratique, pour laquelle la demande croît.
Le nombre de méthaniers en construction dans le monde est en hausse.
Néanmoins, pour le long terme, se pose déjà la question de la disponibilité des ressources et surtout de son impact sur le climat et l'effet de serre. Certains ports méthaniers pourraient être affectés par la montée des océans.